# 2,2'-二溴乙醚
2,2'-二溴乙醚是一种有机溴化合物，化学式为C4H8Br2O。它可由二甘醇和三溴化磷在乙腈中回流反应得到。1,4-二氧六环在酸性浓溴化锂溶液中开环，也能得到该化合物，副产物为1,2-二溴乙烷。